# خلخلة (السويداء)
خلخلة هي قرية سورية تقع في ناحية الصورة الصغيرة من منطقة شهبا في محافظة السويداء. يبلغ عدد سكانها 2,268 نسمة وفق لإحصائيات 2004.